# شانا هالیگان
'شانا بت هالیگان (متولد ۱۱ اکتبر 1973) یک خواننده، ترانه‌سرا و آهنگساز ساکن لس آنجلس، کالیفرنیا است که بیشتر به خاطر کارش به عنوان خواننده سابق ترانه تریپ هاپ تلخ: شیرین شناخته می‌شود. او دختر دیک هالیگان، یکی از اعضای مؤسس گروه راک آمریکایی بلاد، سوئت اند تیرز است. در سال ۲۰۱۸، او به عنوان یک شرکت کننده در فصل ۱۴ سریال آمریکایی د ویس ظاهر شد.'
هالیگان در سال ۲۰۰۶ به گروه Bitter:Sweet پیوست. اولین آلبوم ۱۱ آهنگی آنها The Mating Game در ۴ آوریل ۲۰۰۶ تحت گروه موسیقی Quango منتشر شد.